# Selbbach
Selbbach – rzeka w Bawarii, w Smreczanach, uchodzi do Ohrzy (lewy dopływ) w Thierstein.